# Сайґо Такаморі

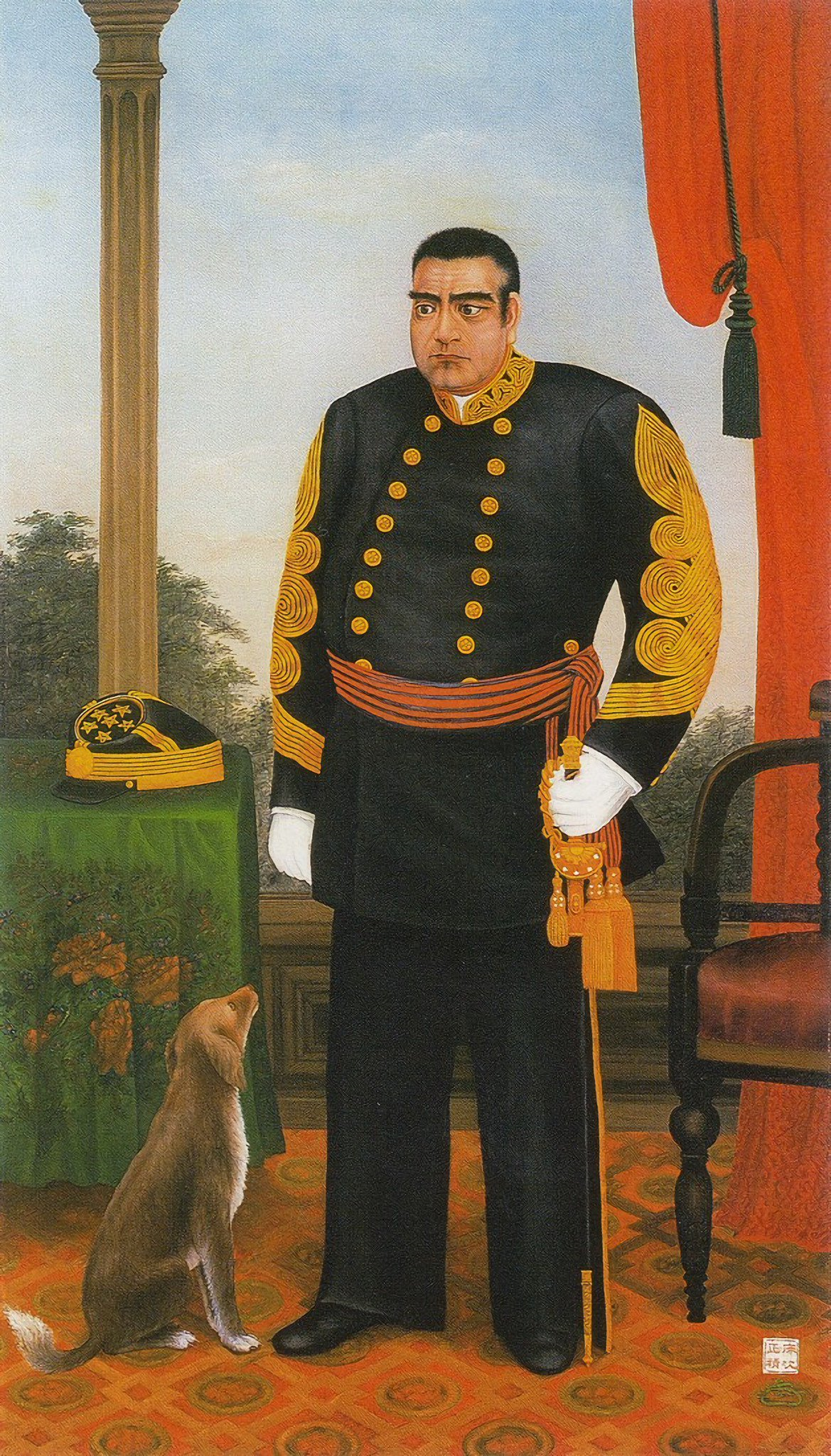
Сайґо Такаморі в уніформі

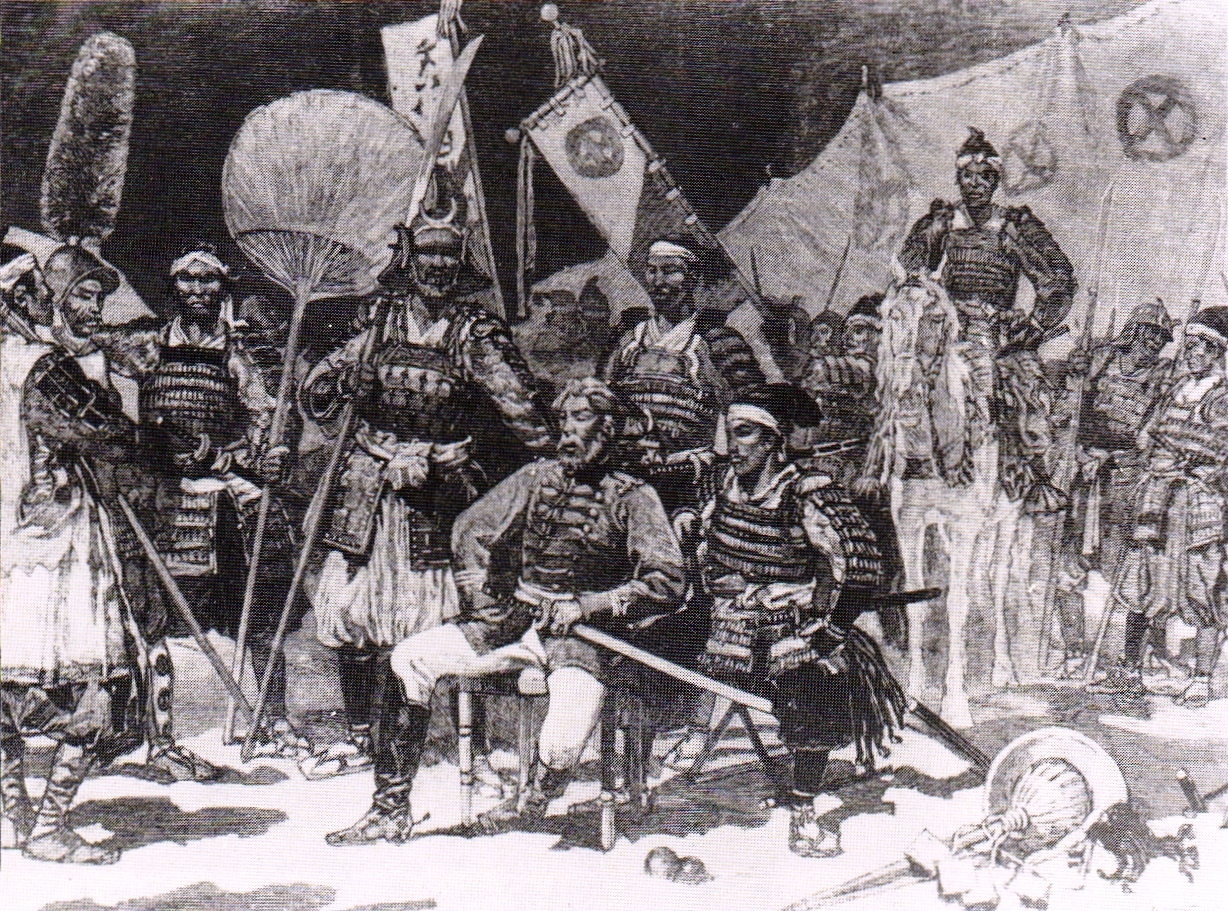
Сайґо Такаморі й його прибічники під час Сацумського повстання

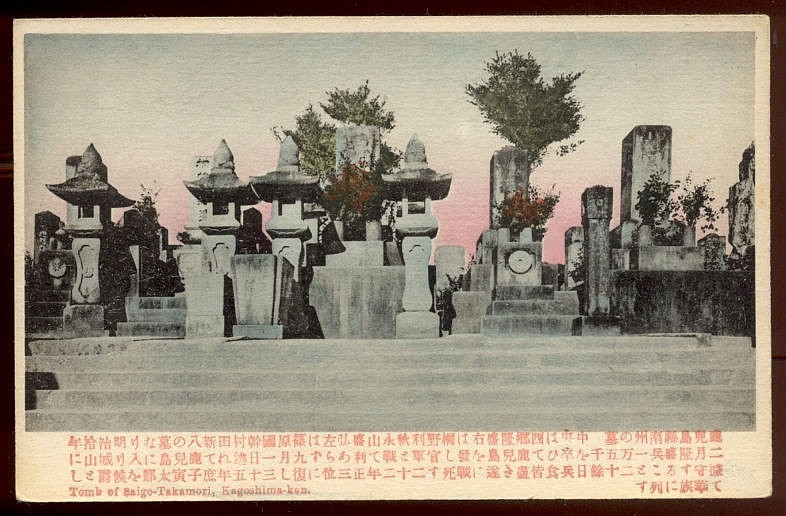
Могила Сайґо Такаморі та частини його бойових соратників у Кагосімі, Японія. Поштова листівка, близько 1910

Сайґо Такаморі (яп. 西郷隆盛, さいごう たかもり; 7 лютого 1827 — 24 вересня 1877)— японський політичний і державний діяч кінця періоду Едо — початку періоду Мейдзі. Один із «трьох героїв реставрації Мейдзі».

## Короткі відомості
Народився 7 лютого 1827 в місті Каґосіма в Сацума-хані (зараз префектура Каґосіма). Походив з сім'ї небагатого самурая.
У 1854 супроводжував даймьо Сацума-хану Сімадзу Наріакіру до міста Едо, який намагався укріпити зв'язки між сьоґунатом Едо й імператорським двором. Проте після несподіваної смерті володаря Сацума-хану, змушений повернутися в Каґосіму, де був арештований та відправлений в заслання на острів Амамі Осіма.
У 1861 помилуваний, але знову відправлений у вигнання новим даймьо Сацума-хану Сімадзу Хісаміцою.
У 1864 знову помилуваний та відправлений в Кіото захищати інтереси Сацуми при імператорському дворі.
У 1864 призначений командувачем військами Сацума-хану, які знаходились в Кіото. В цьому ж році він уклав союз із Айдзу-ханом, який був направлений проти Тьосю-хану.
У серпні 1864 брав участь в поході військ сьоґунату проти Тьосю-хану, але водночас таємно налагодив зв'язки з ним.
У жовтні 1867 останній сьоґун Токуґава Йосінобу повернув імператору Мейдзі посаду сьоґуна та всю повноту політичної влади. Але Йосінобу продовжував залишатися власником приблизно чверті всіх земель та, як і раніше, займався веденням невідкладних політичних справ.
Сайґо Такаморі й інші прихильники відновлення прямого імператорського правління вважали за необхідне завдати роду Токуґава нищівного удару. Під командуванням Сайґо сформована антисьоґунська армія, ядром якої були військові частини Сацума-хану та Тьосю-хану. Почалася громадянська війна.
У 1868 увійшов до складу першого імператорського уряду.
Не був згоден з політикою осучаснення Японії та вільної торгівлі із західними країнами. Він наполягав на тому, що Японія повинна захопити Корею до того, як західні країни зроблять це.
Через те, що інші лідери Реставрації Мейдзі не підтримували його планів, в жовтні 1873 вийшов з уряду та повернувся у своє рідне місто Каґосіма.
Попри вихід з уряду, не був зміщений з поста голови військового відомства та продовжував мати величезний авторитет.
Незабаром після цього він відкрив приватну школу в Каґосімі, в якій навчалися самураї, які відмовилися від своїх постів та піти за ним з Токіо.
У 1877 вони здійняли повстання проти центрального уряду, який незадовго до цього скасував привілеї та пенсії. На придушення повстання уряд відправив 300 000 армію, озброєну сучасною зброєю. 40 000 повстанців, також озброєні сучасною зброєю, декілька місяців успішно протистояли імператорським військам. Сацумське повстання 1877 року стало апогеєм самурайських виступів проти реформ Мейдзі.
Зазнавши поразки від урядових військ поблизу Кумамото, Сайґо відступив до міста Каґосіма. При облозі міста він був поранений та наклав на себе руки згідно з самурайськими звичаями.
Уряд усвідомлював його популярність та, попри те, що Сайґо був оголошений бунтівником та позбавлений всіх титулів та звань, вже в 1889 він був посмертно реабілітований. Більш того, йому був наданий один з високих придворних рангів.

## Пам'ять
18 грудня 1898 пам'ять про Сайґо Такаморі увічнена бронзовою статуєю, встановленою в токійському парку Уено.
Також статуї присвячені Сайґо знаходяться в Музеї мистецтв Каґосіми в місті Каґосіма (префектура Каґосіма) та в місті Кірісіма (префектура Каґосіма).
Останнє протистояння Сайґо Такаморі з урядом Мейдзі під час битви при Сірояма послужило історичною основою для фільму 2003 року «Останній самурай».
Сайґо також з'являвся в анімаційному фільмі 1985 року — Kamui no Ken та аніме-серіалі Rurouni Kenshin.